# سیاه‌وسفید
عکاسی سیاه‌وسفید (به انگلیسی: Black and white) شاخه‌ای از عکاسی است که در آن، عنصر رنگ وجود ندارد و می‌توان از آن برای ایجاد فضاهای رمانتیک و رمزآلودی که از عهده عکاسی رنگی خارج است، استفاده کرد. این نوع عکاسی با بهره‌گیری از سایه‌های قوی و طیف‌های خشن، سوژه را برجسته می‌کند و انتقال حس و مفهوم عکس را تسهیل می‌بخشد.

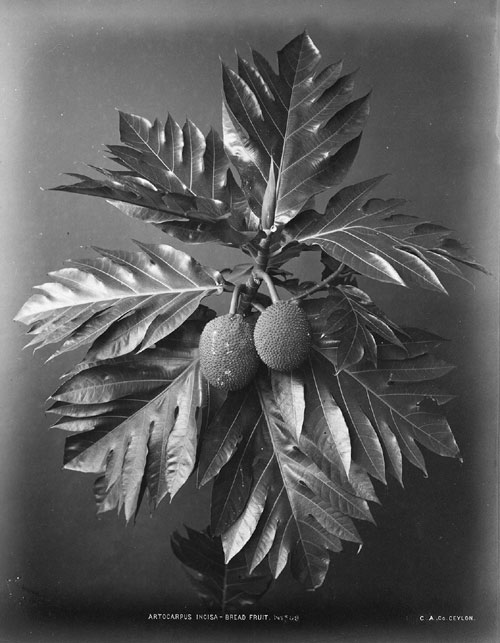
یک عکس سیاه‌وسفید از درخت نان حوالی ۱۸۷۰ میلادی

در عکاسی سیاه و سفید توجه به فرم و کنتراست اهمیت زیادی دارد. در این سبک، عکاس سعی دارد با حذف عنصر رنگ و افزایش توجه مخاطب به فرم و کنتراست، تمرکز بر روی مفهوم مورد نظر خود را تشدید کند.

## نگارخانه

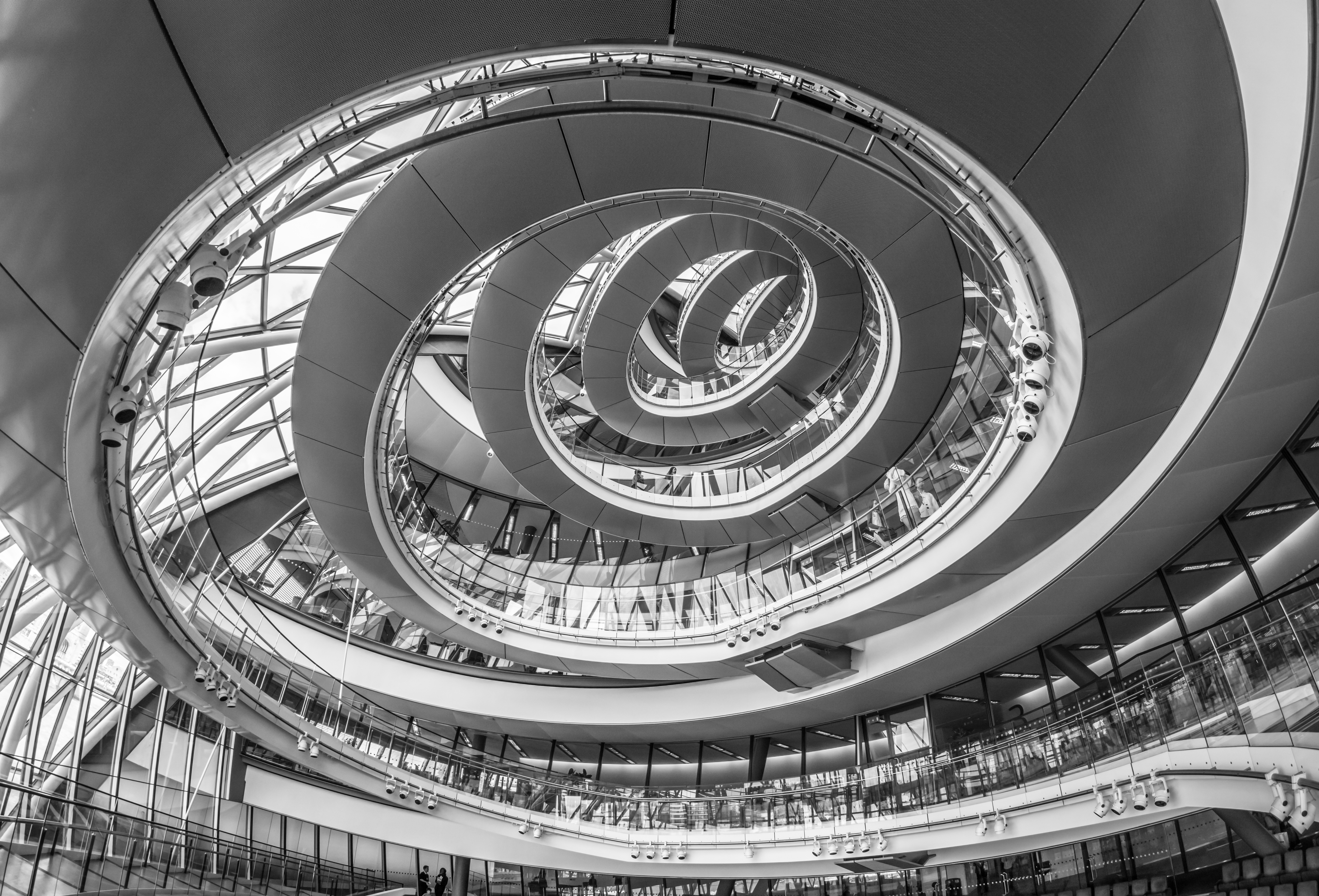
نگاره‌ای سیاه و سفید از راه‌پلهٔ مارپیچ سیتی‌هال لندن. ساختمان سیتی‌هال لندن توسط نورمن فاستر، آرشیتکت برجستهٔ بریتانیایی طراحی و توسط گروه مهندسی آروپ ساخته شد.
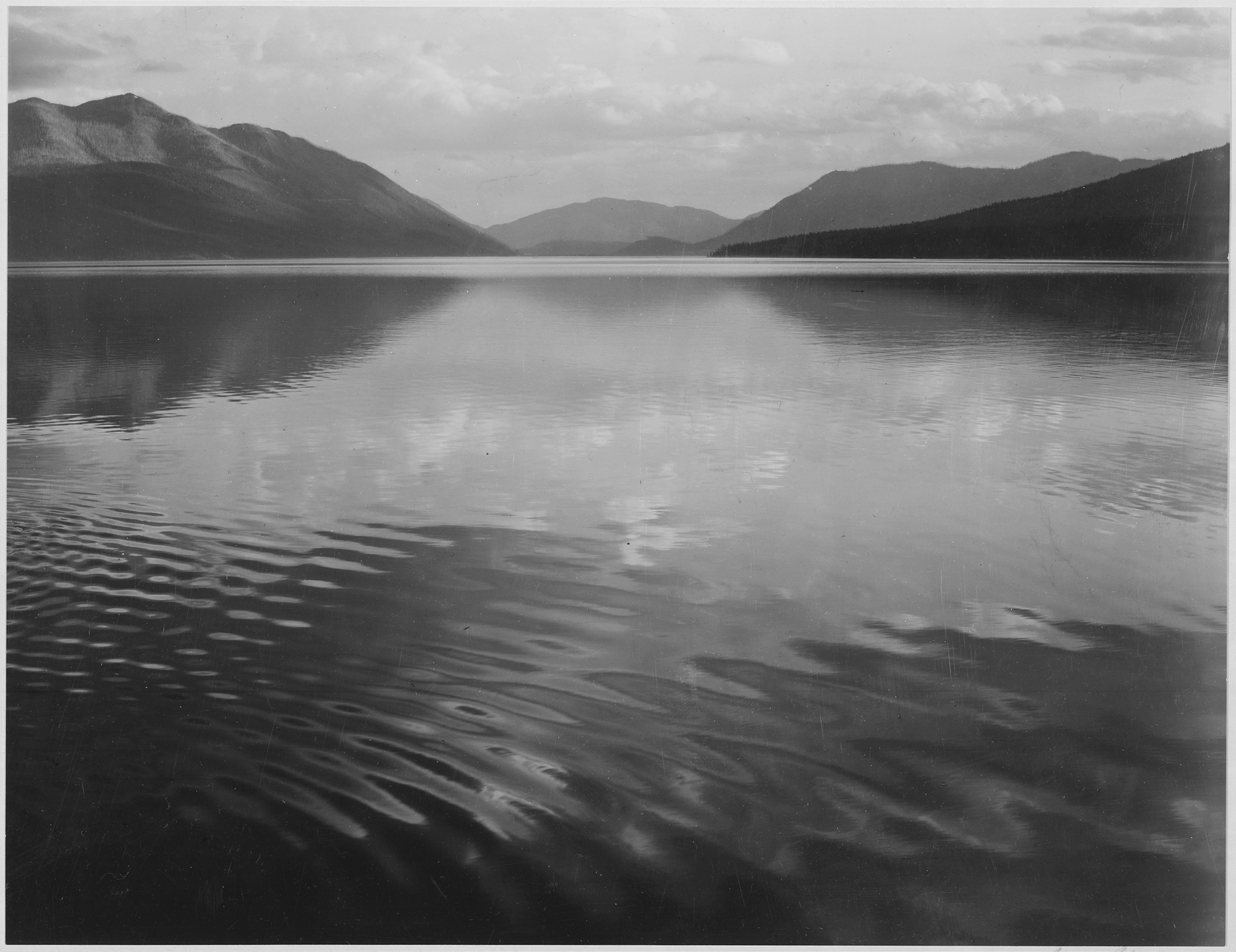
دریاچه مک‌دونالد، پارک ملی گلاسیر، مونتانا – انسل آدامز – بین سال‌های ۱۹۳۳ و ۱۹۴۲ گرفته شده است.
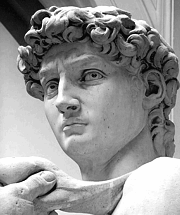
سیاه و سفید به معنای معمول: باز تولید ارزش‌های خاکستری
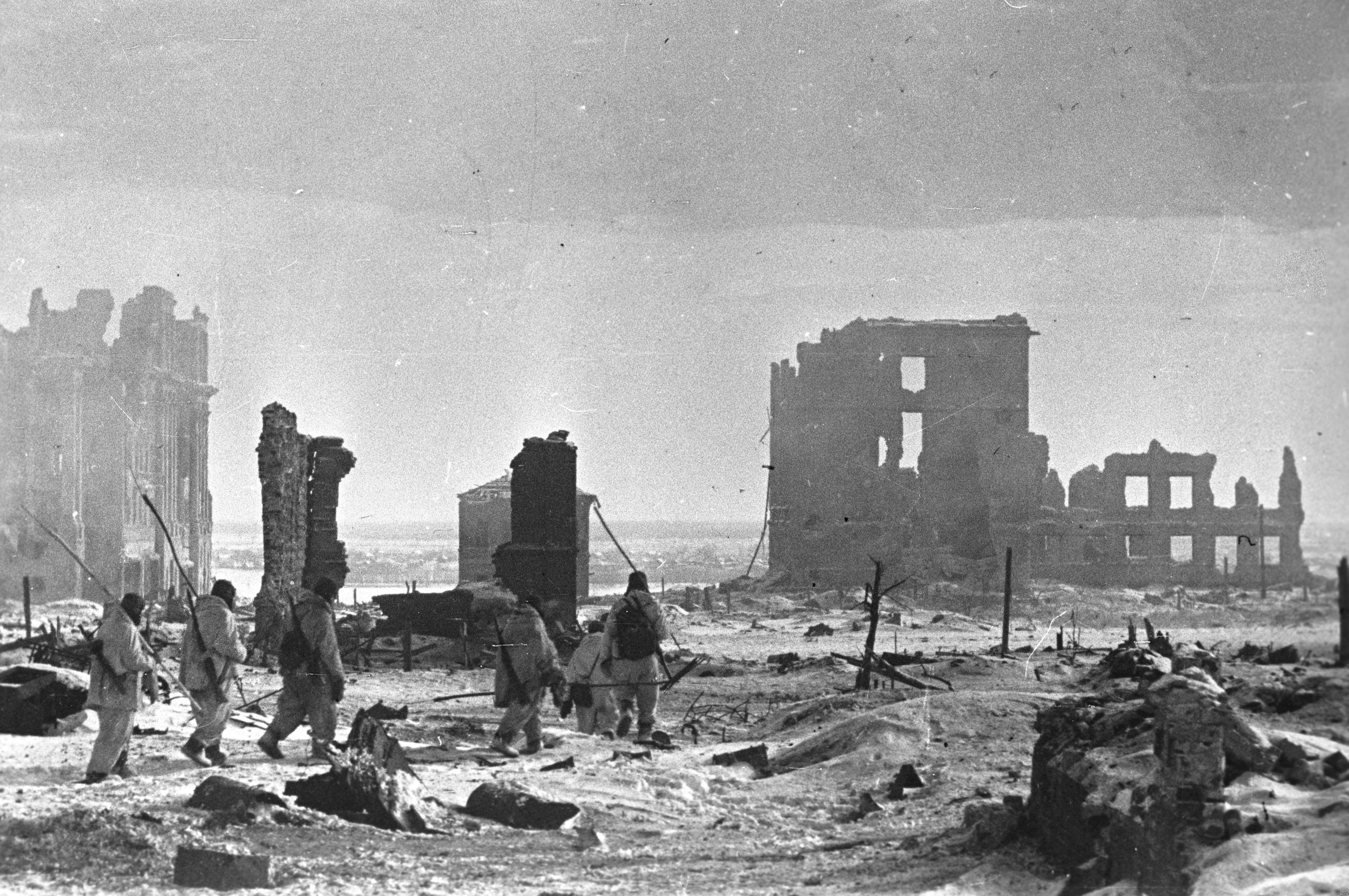
مرکز شهر پس از جنگ
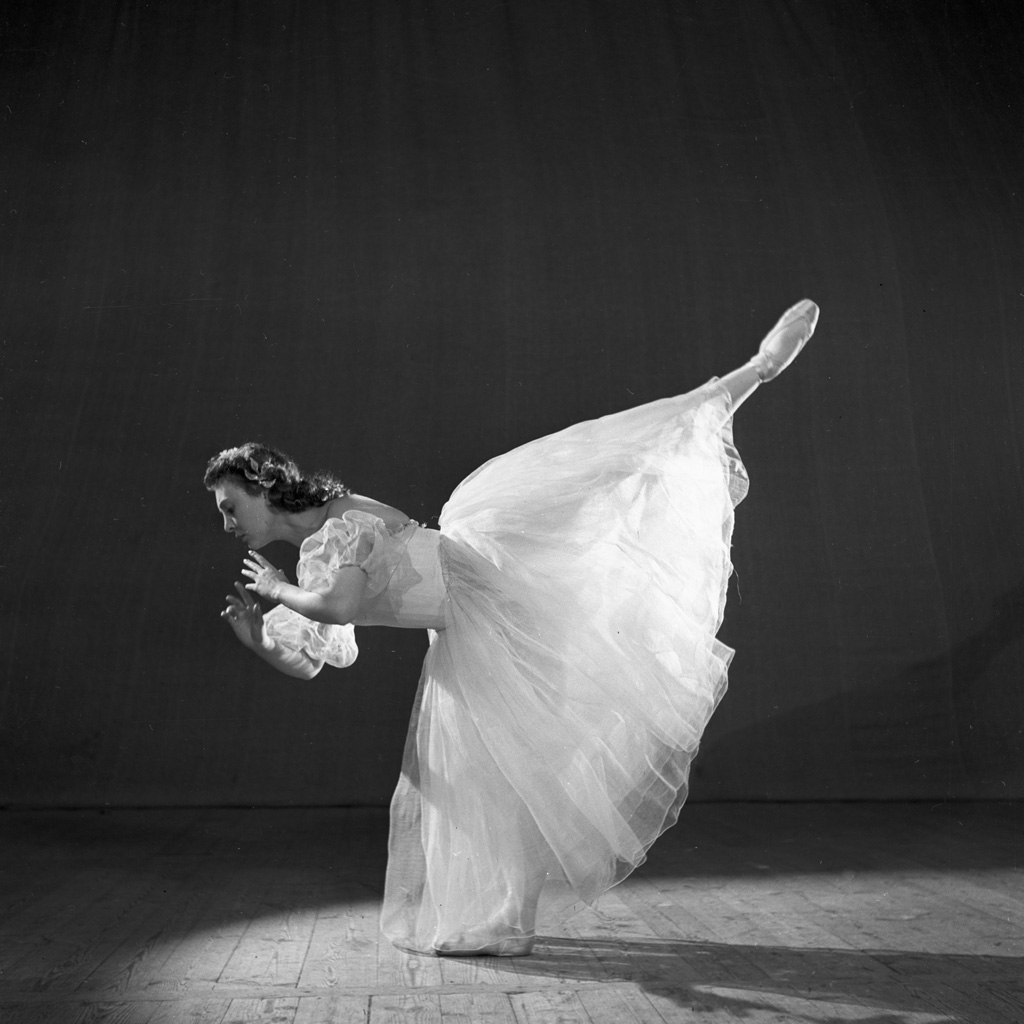
رایسا استروچکووا در صحنه‌ای از باله زیبای خفته
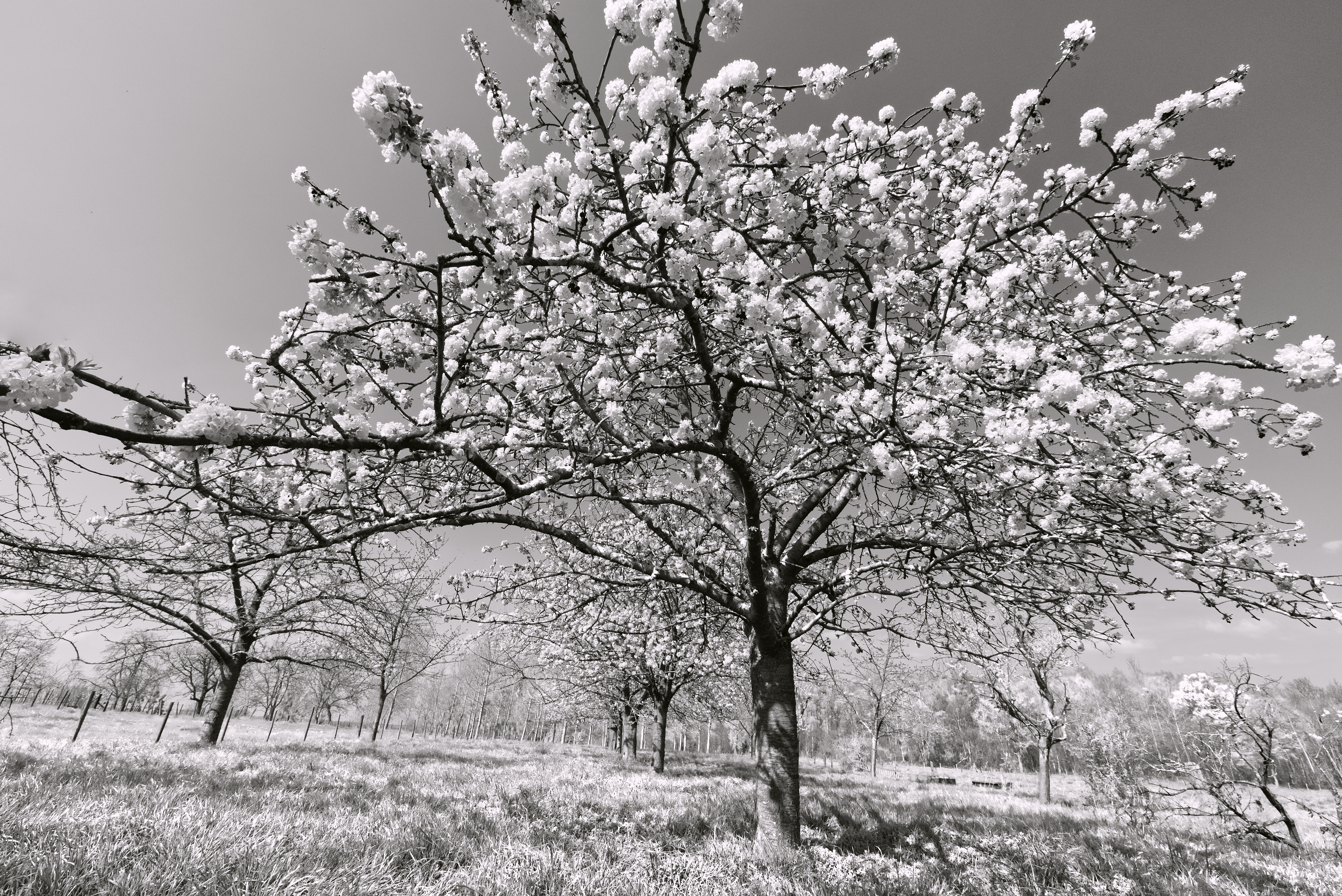
باغ میوه در بهار در حسبانیا
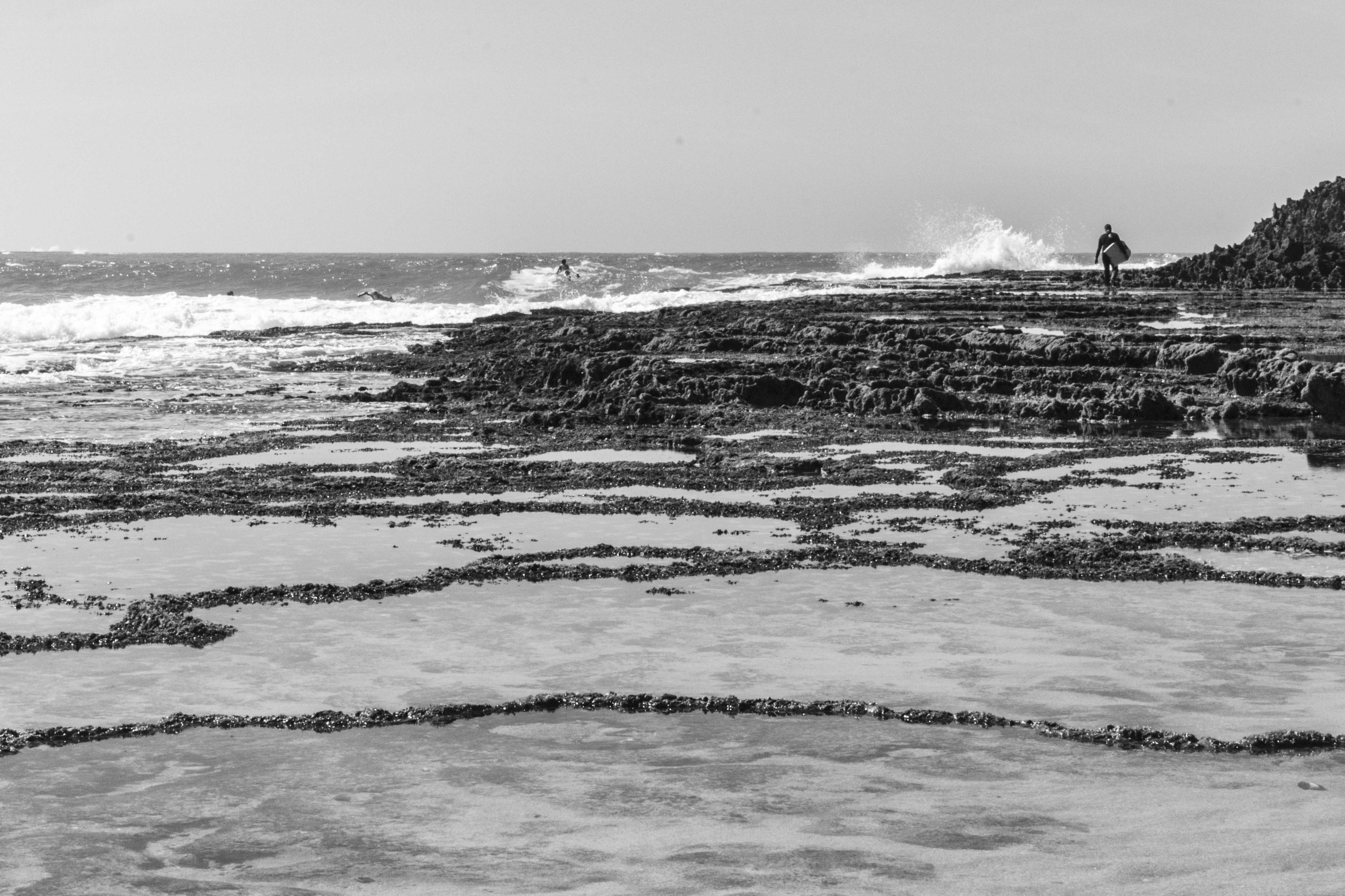
موج سواری در ساحل بوزنیکا (سیاه و سفید)
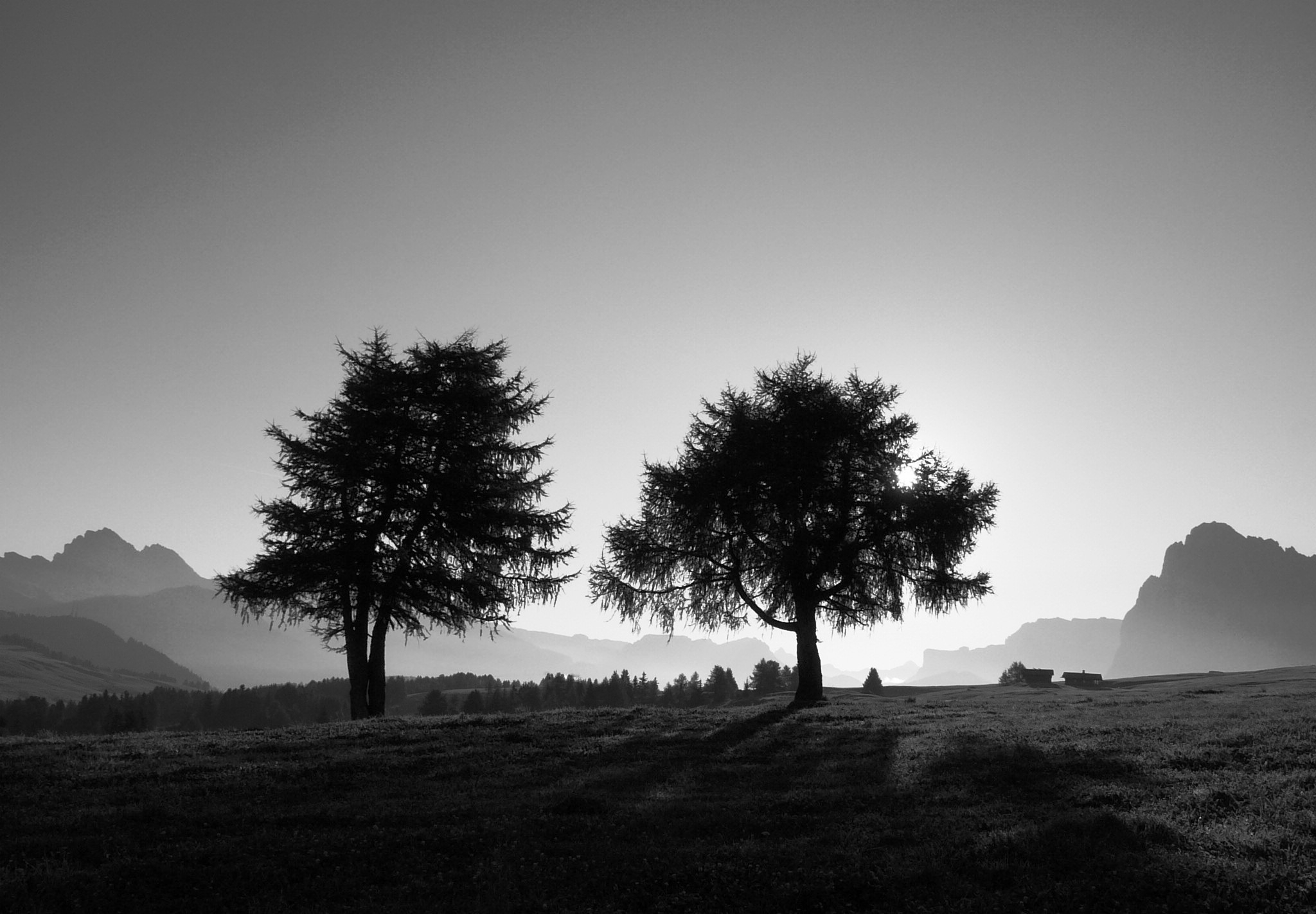
یک عکس سیاه و سفید.
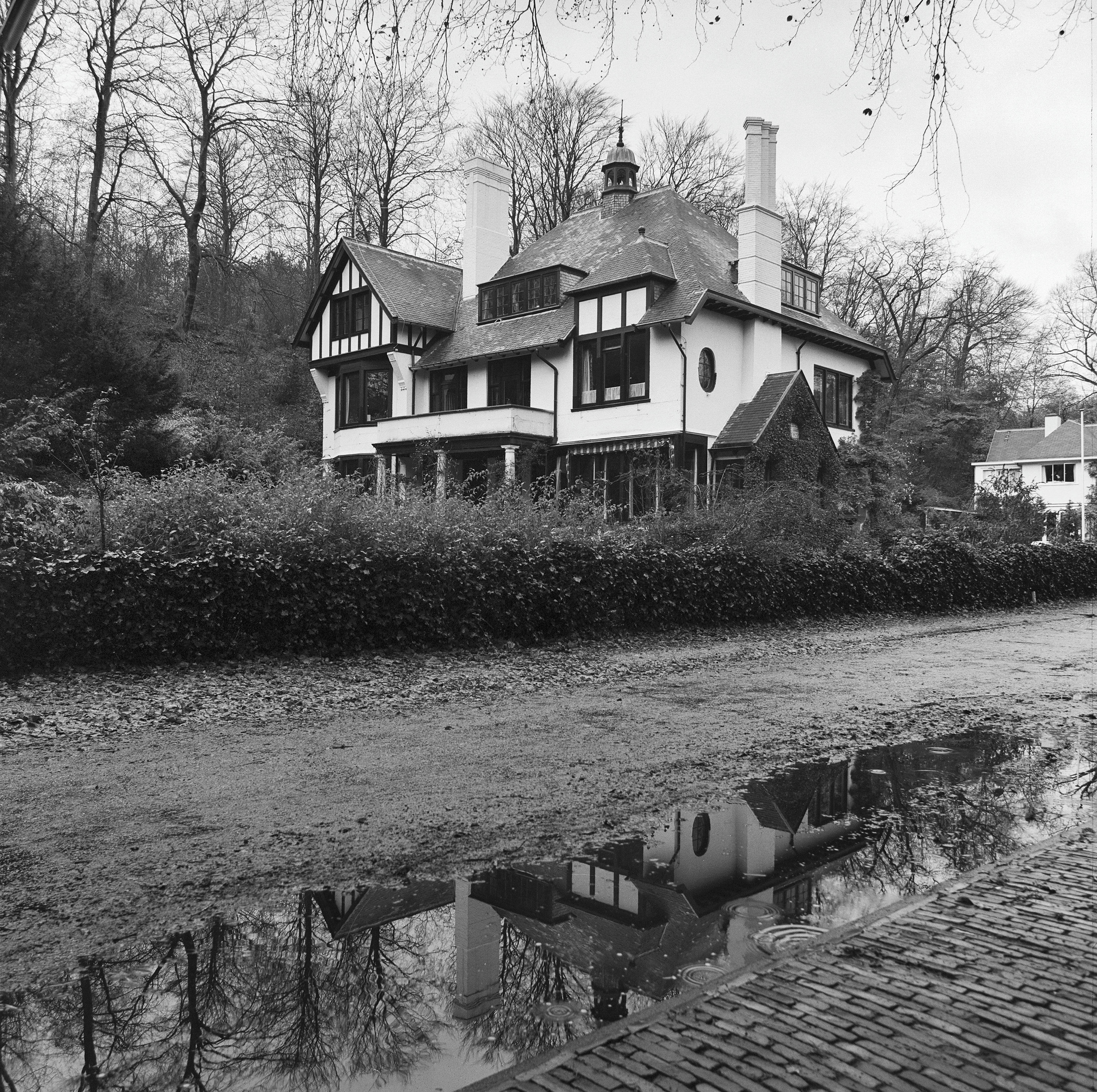
عکس خانه هلندی در اواخر دهه ۱۹۷۰ سیاه و سفید.
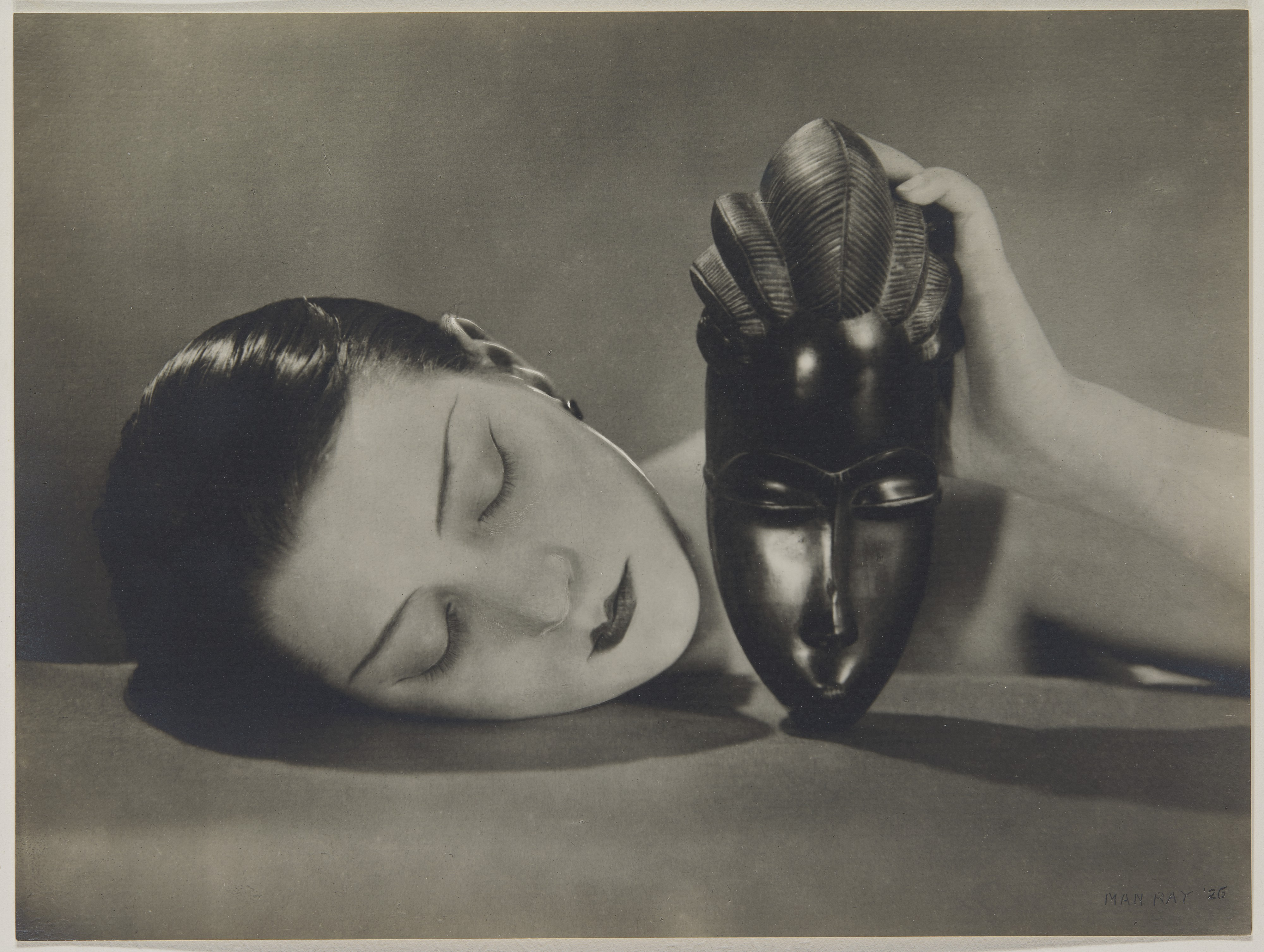
عکس هنری سیاه و سفید من ری